# Bsaliya
Bsaliya (tiếng Ả Rập: بسليا) là một ngôi làng Syria nằm ở Armanaz Nahiyah ở huyện Harem, Idlib. Theo Cục Thống kê Trung ương Syria (CBS), Bsaliya có dân số 924 trong cuộc điều tra dân số năm 2004.